# وانیاروتس
وانیاروتس (به مجاری:  Vanyarc) یک سکونتگاه مسکونی در مجارستان است که در نوگراد واقع شده‌است.

## خصوصیات
وانیاروتس ۳۲٫۲۲ کیلومترمربع مساحت و ۱٬۳۸۸ نفر جمعیت دارد.